# نور (إيران)
نور (بالفارسية: نور) هي إحدى مدن محافظة مازندران في إيران. يقدر عدد سكانها بـ 5,457 نسمة .